# Фінал кубка Німеччини з футболу 1968
Фінал Кубка Німеччини з футболу 1968 — фінальний матч розіграшу кубка Німеччини сезону 1968 відбувся 9 червня 1968 року. У поєдинку зустрілися «Кельн» та «Бохум» з однойменних міст. Особливістю фіналу стало те, що один із учасників, клуб із Бохума, представляв Регіоналліги, у той час другий за рангом дивізіон німецького футболу. Перемогу з рахунком 4:1 здобув представник Бундесліги, «Кельн».
| Володар Кубка Німеччини 1968 |
| ---------------------------- |
|                              |
| «Кельн» Перший титул         |

## Учасники
| Клуб    | Участей | Роки (жирним виділено перемоги) |
| ------- | ------- | ------------------------------- |
| «Кельн» | 1       | 1954                            |
| «Бохум» | дебют   | дебют                           |

## Шлях до фіналу
| Раунд                                                   | Противник                       | Рахунок                           |
| ------------------------------------------------------- | ------------------------------- | --------------------------------- |
| 1/16                                                    | «Гомбург» (Г)                   | 4–1                               |
| 1/8                                                     | «Айнтрахт» (Франкфурт-на-Майні) | 1–1 дч (Д) 1–0 (Г) (перегравання) |
| 1/4                                                     | «Айнтрахт» (Брауншвейг)         | 1–1 дч (Г) 2–1 (Д) (перегравання) |
| 1/2                                                     | «Боруссія» (Дортмунд) (Д)       | 3–0                               |
| (Д) = Вдома; (Г) = У гостях; (Н) = На нейтральному полі |                                 |                                   |

| Раунд                                                   | Противник                      | Рахунок |
| ------------------------------------------------------- | ------------------------------ | ------- |
| 1/16                                                    | «Карлсруе» (Д)                 | 3–2     |
| 1/8                                                     | «Штутгарт» (Д)                 | 2–1     |
| 1/4                                                     | «Боруссія» (Менхенгладбах) (Д) | 2–0     |
| 1/2                                                     | «Баварія» (Д)                  | 2–1     |
| (Д) = Вдома; (Г) = У гостях; (Н) = На нейтральному полі |                                |         |

## Матч

### Деталі
| 9 червня 1968 16:00 (CET) |

| Кельн                                         | 4:1      | Бохум       |
| --------------------------------------------- | -------- | ----------- |
| Яблонський 22' (автогол) Рюль 38' 57' Лер 70' | Протокол | Беттхер 37' |

| Зюдвестштадіон, Людвігсгафен-на-Рейні Глядачів: 60 000 Арбітр: Карл Рігг |

|  |  |

| В                |  | Милутин Шошкич       |
| З                |  | Маттіас Геммерсбах   |
| З                |  | Вольфганг Вебер      |
| З                |  | Гайнц Флое           |
| З                |  | Фрітц Потт           |
| ПЗ               |  | Вольфганг Оверат     |
| ПЗ               |  | Гайнц Зіммет         |
| ПЗ               |  | Карл-Гайнц Тілен (к) |
| Н                |  | Гайнц Горніг         |
| Н                |  | Ганнес Лер           |
| Н                |  | Карл-Гайнц Рюль      |
| Головний тренер: |  |                      |
| Віллі Мультгауп  |  |                      |

| В                 |  | Горст Хрістопайт (к) |     |
| З                 |  | Дітер Ферсен         |     |
| З                 |  | Гайнц-Юрген Бломе    |     |
| З                 |  | Вернер Яблонський    |     |
| З                 |  | Герд Віземес         |     |
| ПЗ                |  | Ганс-Юрген Янсен     | 61' |
| ПЗ                |  | Густав Еверсберг     |     |
| ПЗ                |  | Еріх Шиллер          |     |
| Н                 |  | Вернер Бальте        |     |
| Н                 |  | Гайнц Гегер          |     |
| Н                 |  | Карл-Гайнц Беттхер   |     |
| Заміни:           |  |                      |     |
| ПЗ                |  | Дітер Морітц         | 61' |
| Головний тренер:  |  |                      |     |
| Германн Еппенгофф |  |                      |     |